# Хлебодаровка (Херсонская область)
Хлебодаровка (укр. Хлібодарівка) — село в Аскания-Новой поселковой общине Каховского района Херсонской области Украины, расположенное в 8 км от пгт Аскания-Нова и в 34 км от Чаплинки. Расстояние до Херсона — 149 км.

## История
Село основано в 1975 году.
В 2022 году, во время вторжения России на Украину, село было захвачено. На данный момент находится под оккупацией ВС РФ.

## Культура
В поселке действует НВК, который включает ООШ, ЗДПЗСО и детский сад, детскую площадку возле школы, ФАП, дом культуры, библиотека, несколько частных магазинов. На территории села есть стадион с большим футбольным полем, парк отдыха с детской игровой площадкой, остановка общественного транспорта.

## Население
Население по переписи 2001 года составляло 1085 человек. Почтовый индекс — 75234. Телефонный код — 5538. Код КОАТУУ — 6525484701.